# 帰ってきたムッソリーニ
『帰ってきたムッソリーニ』（かえってきたムッソリーニ、原題：Sono tornato 「私は帰ってきた」）は2018年のイタリアのコメディ映画。
監督はルカ・ミニエーロ、出演はマッシモ・ポポリツィオとフランク・マターノなど。
2015年のドイツのコメディ映画『帰ってきたヒトラー』のムッソリーニ版リメイク。小説『帰ってきたヒトラー』に着想を得て、舞台を現代イタリアに蘇った独裁者ムッソリーニに置き換えたブラックコメディ。
日本では2019年4月末から5月まで開催された「イタリア映画祭2019」で上映された後、同年9月20日から一般劇場公開された。

## ストーリー
2017年のローマ、ベニート・ムッソリーニ（マッシモ・ポポリツィオ）が空から「錬金術の扉」の前に落ちて来る。彼は方向感覚を失い、まだ1945年であると信じて街をさまよいながら、現代の状況や物事をファシスト的観点から解釈する。近くにいる人たちに色々尋ねても、誰も彼が本物のムッソリーニであるとは信じてくれず、最後には怖がる女性に護身用の催涙スプレーをかけられ、眩暈がしてくる。気を失う前に、彼はゲイのカップルが経営する売店に行き着き、新聞の一面にある日付を見て、今が2017年であることを知る。その後、ムッソリーニが同性愛嫌悪的な発言をしたにも拘わらず、彼は暫くの間、売店で休憩させて貰い、新聞や雑誌を読むことにより、現代イタリアに関する情報を得ていく。
一方、映像監督のアンドレア・カナレッティ（フランク・マタノ）は、テレビ局MyTVから解雇される。アンドレアはその局のために「錬金術の扉」の前で映画を撮影していたのだった。彼は意気消沈してMyTVで自分が撮影した映画を見ると、そこにはムッソリーニが映っていた。彼はMyTVに復職することを期待してムッソリーニを探すことにし、暫くして、ムッソリーニを見つける。
カナレッティらはムッソリーニを単なる喜劇役者だと信じており、ムッソリーニとイタリア全土を一緒に旅行することにする。カナレッティは自分を成功に導く可能性のあるドキュメンタリーを作りたいと考えており、一方、ムッソリーニは、いつか権力を再度掌握するためにイタリア人の気持ちを分析したいと考えている。
彼らの撮影旅行中、ムッソリーニはカナレッティに撮影されている間に市民に質問したりして、交流を始めるが、ムッソリーニが隠し持っていた拳銃で、それがイギリスの犬種だったという理由で或る犬を撃ったとき、2人の間で口論が始まる。そのようなことがあったにも拘わらず、カナレッティはドキュメンタリーの撮影を続けることにする。
このコンビは短期間で多くの関心と称賛を集め、ムッソリーニの人気が高まり、彼の考えがより多くの人に受け入れられるようになったことから、MyTVの新しい会長である野心的なカティア・ベッリーニ (ステファニア・ロッカ) は、ムッソリニーニに特化した新しいテレビショーを開始することを決める。
このショーは、人気が高まり海外メディアの注目も集めるムッソリーニと、すぐに再雇用されて昇進するカナレッティの両方に恩恵をもたらす。ムッソリーニの熱狂的なポピュリスト的発言とそれによって引き起こされたメディアの騒ぎを公然と批判する人は僅かであり、MyTVの社員たちは、ショーを盛り上げるためとはいえ、ムッソリーニをそこまで称賛することには反対だと主張するが聞き入れられない。
やがて2人にとって物事が上手くいかなくなり始める。MyTVの1人の重役が、ムッソリーニがカナレッティとの撮影旅行中に犬を撃った未編集の映像を発見し、自分を貶めたベッリーニへの復讐として、ムッソリーニとエンリコ・メンタナとのテレビ討論の最中にそれを放映した。それはムッソリーニ、カナレッティ、ベッリーニにとって大打撃となる。
住居も職も失ったカナレッティとムッソリーニは、当面、カナレッティのガールフレンドのフランチェスカ（エレオノーラ・ベルカミーノ）の家に引っ越す。そこでは、ローマのゲットー襲撃事件から生き残ったフランチェスカの祖母（アリエラ・レッジョ）とムッソリーニの間で口論になる。ムッソリーニの考え方に嫌気がさしたカナレッティは彼から距離を置くことにする。
夜、1人で屋外にいる時に、ムッソリーニは覆面をした男たちのグループ（恐らくは、ムッソリーニを茶化したものまね芸人だと信じたネオナチ）に激しく殴られる。当初それは、ムッソリーニが犬を射殺したことに対する報復として行動を起こした動物愛護活動家のグループだったよう思われたが、その後、事件はMyTVのライバル局から視聴率を奪おうとしたベッリーニによって画策されたものであることが明らかになる。ムッソリーニは、ベッリニーが自分の嘗ての愛人のクラレッタ・ペタッチを思い出させたことから、ベッリーニに恋をする。
その間、カナレッティはムッソリーニに出会う前に録画したものを見直し、その中に自分がコメディアンと思っている人物（ムッソリーニ）が空から落ちて来るのを見る。「錬金術の扉」の前に行くと、彼は、ムッソリーニの出現と生者の世界と死者の世界の間にある扉にまつわる伝説とを結び付け、その「コメディアン」は本物のムッソリーニに他ならないと結論付ける。
殴打事件に乗じて、ベッリーニはムッソリーニのショーを再び企画し、富と成功を取り戻す。一方、カナレッティは警官から拳銃を盗み、ムッソリーニの番組が撮影されているテレビスタジオに乱入する。彼は、人々が喜劇俳優だと思っている男が実は本物のムッソリーニであると説明するが、信じて貰えない。彼はムッソリーニを脅し続け、彼を殺せるにも拘わらず、自分をムッソリーニのレベルまで下げたくないことから、彼を撃たないことにする。そしてカナレッティは逮捕される。
イタリア国民のお陰で完全に復権したムッソリーニは、テレビの生放送で犬の飼い主によって赦される。映画の最後に、彼は自分のカリスマ性、人気、メディアを上手に利用して、政治権力を再度獲得する方向に進んでいるように見える。

## キャスト
- ベニート・ムッソリーニ: マッシモ・ポポリツィオ - かつての独裁者。
- アンドレア・カナレッティ: フランク・マターノ（イタリア語版） - 売れない映像作家。
- カティア・ベリーニ: ステファニア・ロッカ - テレビ局の新編集局長。